# Lukas Steinhauer
Lukas Steinhauer (* 27. August 1992 in Rosenheim) ist ein deutscher Eishockeytorwart, der seit Juli 2024 beim EHC Klostersee aus der viertklassigen Eishockey-Bayernliga unter Vertrag steht. Zuvor war Steinhauer unter anderem für die Hannover Scorpions, den EHC Red Bull München sowie die Schwenninger Wild Wings aus der Deutschen Eishockey Liga (DEL) aktiv und stand darüber hinaus bei den Starbulls Rosenheim und Bayreuth Tigers in der DEL2 auf dem Eis.

## Karriere
Lukas Steinhauer begann seine Laufbahn im Jahr 2004 bei den Junioren der Starbulls Rosenheim. Ab 2007 war er für den Verein aus seiner Geburtsstadt in der Deutschen Nachwuchsliga (DNL) aktiv, für die er in der Folge drei Spielzeiten aufs Eis ging. In der Saison 2009/10 debütierte er zudem in der drittklassigen Oberliga, als er vier Spiele für die Rosenheimer Profimannschaft bestritt. Nach dem Aufstieg der Starbulls in die 2. Bundesliga wurde Steinhauer für drei Jahre von den Hannover Scorpions aus der Deutschen Eishockey Liga (DEL) unter Vertrag genommen, die ihn per Förderlizenz an den Oberligisten EHC Klostersee ausliehen. Am 17. Oktober 2010 gab er sein DEL-Debüt gegen die Eisbären Berlin, das die Scorpions mit 3:2 gewannen.
Im Dezember 2010 wurde Steinhauer von den Scorpions mit einer Förderlizenz für die Hannover Indians aus der 2. Bundesliga sowie für die Hannover Braves aus der Oberliga ausgestattet. Für die folgende Spielzeit erhielt er eine Förderlizenz für den Oberligisten Saale Bulls Halle und verbrachte dort die gesamte Saison. Im Sommer 2012 unterschrieb der Torwart einen Vertrag über eine Spielzeit beim EHC Red Bull München und hütete hinter Nationalspieler Jochen Reimer das Tor der Landeshauptstädter. Zur Saison 2013/14 wechselte Steinhauer als Ersatztorhüter zu den Schwenninger Wild Wings aus der DEL und absolvierte im Saisonverlauf fünf Partien für das Team. Anschließend schloss er für die Spielzeit 2014/15 erneut dem EHC Klostersee an. Dort wurde er am Saisonende als Torhüter des Jahres der Süd-Staffel ausgezeichnet.
Nach dem einjährigen Intermezzo beim Drittligisten kehrte der Schlussmann zu seinem Ausbildungsverein nach Rosenheim zurück, für den er zunächst zwei Jahre in der DEL2 und nach dem Abstieg drei Spielzeiten in der Oberliga antrat. Im Frühjahr 2018 wurde Steinhauer abermals als Torhüter des Jahres geehrt. Nach insgesamt fünf Spielzeiten in Rosenheim folgte ein abermaliger Wechsel – diesmal für ein Jahr zum Ligakonkurrenten ECDC Memmingen. Zur Saison 2021/22 nahmen ihn die Bayreuth Tigers aus der DEL2 für zwei Spielzeiten unter Vertrag. Nachdem der Klub im Sommer 2023 aus der zweithöchsten deutschen Spielklasse abgestiegen war, verließ Steinhauer den Verein. Er wechselte daraufhin im August 2023 zu den Stuttgart Rebels in die Oberliga, wo er sein Arbeitspapier nur einen Monat später aus persönlichen Gründen wieder auflöste. Steinhauer blieb danach bis zum Februar 2024 ohne festen Arbeitgeber, ehe er vom EC Bad Nauheim aus der DEL2 unter Vertrag genommen wurde. Dort war er bis zum Saisonende als dritter Mann eingeplant und blieb ohne Einsatz. Zur Spielzeit 2024/25 schloss sich der Torhüter dem EHC Klostersee aus der viertklassigen Eishockey-Bayernliga an.

### International
Lukas Steinhauer vertrat die deutschen Juniorennationalmannschaften bei der Weltmeisterschaft der U18-Junioren 2009 sowie bei der Weltmeisterschaft der U20-Junioren der Division IA 2010. Bei der U20-Weltmeisterschaft schaffte er mit dem Team den Wiederaufstieg in die Top-Division.

## Erfolge und Auszeichnungen
- 2010 Oberliga-Meister und Aufstieg in die 2. Bundesliga mit den Starbulls Rosenheim
- 2015 Torwart des Jahres der Oberliga Süd
- 2018 Torwart des Jahres der Oberliga Süd

### International
- 2012 Aufstieg in die Top-Division bei der U20-Junioren-Weltmeisterschaft der Division IA

## Karrierestatistik
Stand: Ende der Saison 2023/24

### International
Vertrat Deutschland bei:
- World U-17 Hockey Challenge 2009
- U18-Junioren-Weltmeisterschaft 2009
- U20-Junioren-Weltmeisterschaft der Division IA 2012

(Legende zur Torhüterstatistik: GP oder Sp = Spiele insgesamt; W oder S = Siege; L oder N = Niederlagen; T oder U oder OT = Unentschieden oder Overtime- bzw. Shootout-Niederlage; Min. = Minuten; SOG oder SaT = Schüsse aufs Tor; GA oder GT = Gegentore; SO = Shutouts; GAA oder GTS = Gegentorschnitt; Sv% oder SVS% = Fangquote; EN = Empty Net Goal; 1 Play-downs/Relegation; Kursiv: Statistik nicht vollständig)